# Titan A.E.
Titan A.E. ist ein US-amerikanischer Science-Fiction-Zeichentrickfilm von Regisseur Don Bluth und Gary Goldman. Im englischsprachigen Original werden die Hauptfiguren von bekannten Schauspielern wie Matt Damon und Drew Barrymore gesprochen. Der Film war an den Kinokassen der bisher größte Flop der Fox Animation Studios: bei Kosten von 75 Millionen Dollar spielte der Film weltweit nur 36,7 Millionen Dollar ein. 20th Century Fox wertete Titan A.E. auch firmenintern als gewaltigen Flop, was letztlich zur Schließung ihrer Zeichentrickabteilung führte. Der Film wurde in Deutschland am 5. August 2000 im Rahmen der EXPO 2000 erstmals gezeigt.

## Handlung
Zu Beginn des 31. Jahrhunderts hat die Menschheit sich in vielerlei Hinsicht weiterentwickelt: Man ist dem Geheimnis der Schöpfung auf der Spur, und der Wissenschaftler Sam Tucker arbeitet mit seinem Team am streng geheimen „Titan“-Projekt, das die Möglichkeiten der Menschheit in bis dato ungeahnte Weiten treiben soll. Doch die Erde gerät dadurch in tödliche Gefahr: Die Drej, eine Rasse bläulich schimmernder Energiewesen, greifen den Planeten an, da sie den Machtgewinn der Menschen fürchten. Professor Tucker kann gerade noch seinem Sohn Cale einen Ring anstecken und ihn in ein Rettungsschiff setzen, um sich dann mit der Titan – einem gewaltigen Raumschiff – davonzumachen. Kurz darauf muss Cale mit den anderen Flüchtlingen beobachten, wie das Mutterschiff der Drej die Erde mit einer mächtigen Energiewaffe zerstört. Die Explosion ist so gewaltig, dass viele Fluchtschiffe dabei zerstört werden.
Fünfzehn Jahre später, im Jahr 15 A.E. (After Earth, „nach der Erde“), arbeitet Cale auf dem Weltall-Schrottplatz „Tau-14“ und wird – wie alle Menschen – als zweitklassige Lebensform, als „Streuner“, drangsaliert. Als er wieder einmal einen Streit mit einigen Kollegen vom Zaun bricht, kommt ihm ein Fremder zur Hilfe: Professor Tuckers Stellvertreter Joseph Korso hat viele Jahre nach ihm gesucht, da nur Cale und der genetisch verschlüsselte Ring seines Vaters die irgendwo im All verschollene Titan wiederfinden können. Cale, der glaubt, sein Vater habe ihn im Stich gelassen, hat ihm dies nie verziehen und verspürt keine große Lust zu helfen. Als kurz darauf Drej-Patrouillen eintreffen, die es offensichtlich auf ihn abgesehen haben, flieht er mit Korso auf dessen Schiff, die Valkyrie.
Dort lernt Cale die Besatzung kennen: den Lama-gesichtigen Ersten Offizier Preed, die temperamentvolle, Känguru-hafte Ingenieurin Stith, und Gune, ein hochintelligentes, aber zerstreutes Reptil, das ständig neue Dinge im Schlaf erfindet. Die letzte im Bunde ist die schlagfertige Akima, eine junge Menschenfrau, die Cales gleichgültige Haltung gegenüber seiner eigenen Art nicht nachvollziehen kann.
Korso kann Professor Tuckers Ring aktivieren, der in Cales Handfläche eine Karte mit dem Weg zum Planeten Sesharrim zeigt. Hier gibt es neben viel Wasser und hochexplosiven Wasserstoffbäumen nur noch eine Sache von Interesse: die Gowl, eine uralte Spezies weiser Vögel. Sie zeigen Cale und seinen Freunden den Weg zur nächsten Etappe ihrer Reise, als plötzlich die Drej angreifen. Trotz der selbstlosen Hilfe der Gowl werden Cale und Akima von einem Drej-Schiff entführt und in das Mutterschiff verschleppt. Während Akima in einer Kapsel im All ausgesetzt wird und in die Hände von Sklavenhändlern fällt, entlocken die Außerirdischen Cale das Geheimnis der Karte und sperren ihn ein. Er erkennt jedoch die Funktionsweise der Energiewände und kann fliehen.
Mittlerweile haben Korso und seine Crew Akima aus dem Sklavenschiff befreit, und die wieder vereinte Mannschaft bricht zur letzten Station auf, den Eisringen von Tigrin. Cale und Akima kommen sich näher und belauschen zufällig ein Gespräch zwischen Korso und Preed, die offenbar mit den Drej gemeinsame Sache machen: sie sollen die Energiewesen zur Titan führen, damit diese zerstört werden kann. Da Korso nicht mehr an eine Zukunft glaubt, will er für sich das Bestmögliche herausschlagen. Cale und Akima fliehen in die Weltraumkolonie Neu Bangkok, in der Akima aufwuchs. Dabei wird Akima angeschossen, doch sofort kümmern sich hilfsbereite Menschen um die nötige medizinische Versorgung. Cale lernt zum ersten Mal das Leben unter Wesen seiner eigenen Art kennen und ist bald entschlossen, für ihre Sache zu kämpfen.
Mit einem alten Schiff, der Phönix, fliegen Cale und Akima zu den Eisringen von Tigrin, werden jedoch von der Valkyrie verfolgt. Sie können entkommen und finden in einer gewaltigen Eishöhle die Titan. Ein Hologramm von Professor Tucker erklärt ihnen, dass die Titan für die Menschheit eine neue Heimatwelt erschaffen kann, sofern man sie mit genügend Energie versorgt. Allerdings ist ihre Energie aufgebraucht, und als Korso und Preed auftauchen, scheint alles verloren. Preed entpuppt sich jedoch als doppelter Verräter und will auch Korso töten, worauf dieser ihn bekämpft und per Genickbruch tötet. Inzwischen haben sich alle Raumschiffe der Drej eingefunden, darunter auch das Mutterschiff mit der Königin und all ihren Truppen. Cale kämpft mit Korso, bis dieser in einen Abgrund fällt.
Cale hat eine Idee für eine Energiequelle: Er programmiert die Relais der Titan so um, dass sie die Lebensenergie der Drej anzapfen können. Korso, der Cales Plan gehört hat, glaubt nun doch wieder an eine Zukunft für die Menschheit. Als die Drej angreifen, schiebt er sich selbst als Leiter zwischen die Kontakte des letzten, defekten Relais, um es in Gang zu bringen. Beim Start der Maschinen wird er getötet, doch sein Opfer aktiviert die Titan. Sie saugt das aus reiner Energie bestehende Drej-Mutterschiff in sich ein und erschafft aus Sternenstaub, dem Wasser aus den Tigrin-Eisringen und den von Cales Vater in der Titan eingelagerten DNS-Profilen eine neue Welt.
Nach Ende der Prozedur stehen Cale und Akima auf der Oberfläche des Planeten, den Cale trotz Akimas Einwänden „Bob“ nennen will. Zuletzt gleiten Streuner-Schiffe aus allen Teilen der Galaxie heran, der neuen Heimatwelt der Menschen entgegen.

## Synchronisation
| Rolle                | Englischer Sprecher | Deutscher Sprecher |
| -------------------- | ------------------- | ------------------ |
| Cale Tucker          | Matt Damon          | Holger Speckhahn   |
| Akima Kunimoto       | Drew Barrymore      | Alexandra Neldel   |
| Captain Joseph Korso | Bill Pullman        | Detlef Bierstedt   |
| Preedex „Preed“ Yoa  | Nathan Lane         | Mirco Nontschew    |
| Stith                | Janeane Garofalo    | Anke Reitzenstein  |
| Gune                 | John Leguizamo      | Tobias Meister     |
| Prof. Sam Tucker     | Ron Perlman         | Tilo Schmitz       |

## Rezeption
Desson Howe schrieb in der Washington Post vom 16. Juni 2000, die Handlung sei „langatmig“, die Charaktere seien „uninspiriert“, die Spezialeffekte seien „glanzlos“. Howe lobte lediglich die Darstellungen von Matt Damon und Drew Barrymore.
Luke Y. Thompson von New Times schrieb, die Figuren seien „nervtötend, lieblos“ und die Effekte könnten bei weitem nicht mit anderen Filmen wie Star Wars oder Star Trek mithalten.
Jay Stone von Ottawa Citizen: „Der beste Teil des Films ist die Animation.“
Roger Ebert hebt diese hervor, weil sie die „Fremdartigkeit des Universums“ in einer Weise darstelle, wie es in Realfilmen nicht möglich sei, und lobt die „mitreißende Handlung“.
Der Spiegel schrieb zu Titan A.E. „Der als ‚Zukunft der Animationstechnik‘ beworbene Film wird auch formal Disney nie das Wasser reichen und ist insgesamt so enttäuschend und bar aller Poesie, dass nichts weiter bleibt, als Ärger.“